# Les Roques Blaves

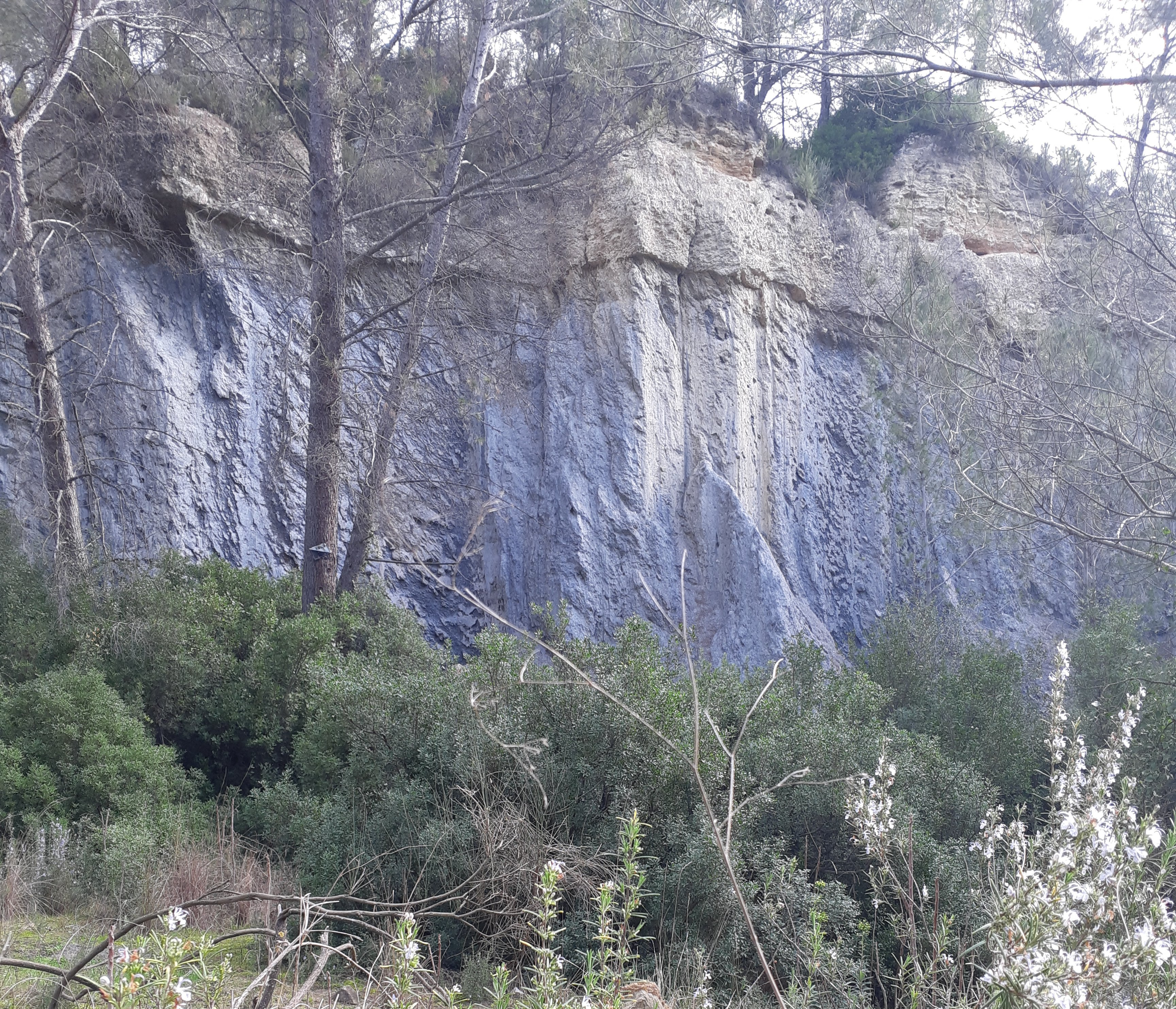
Aflorament a prop de l'ermita de Santa Maria del Puig

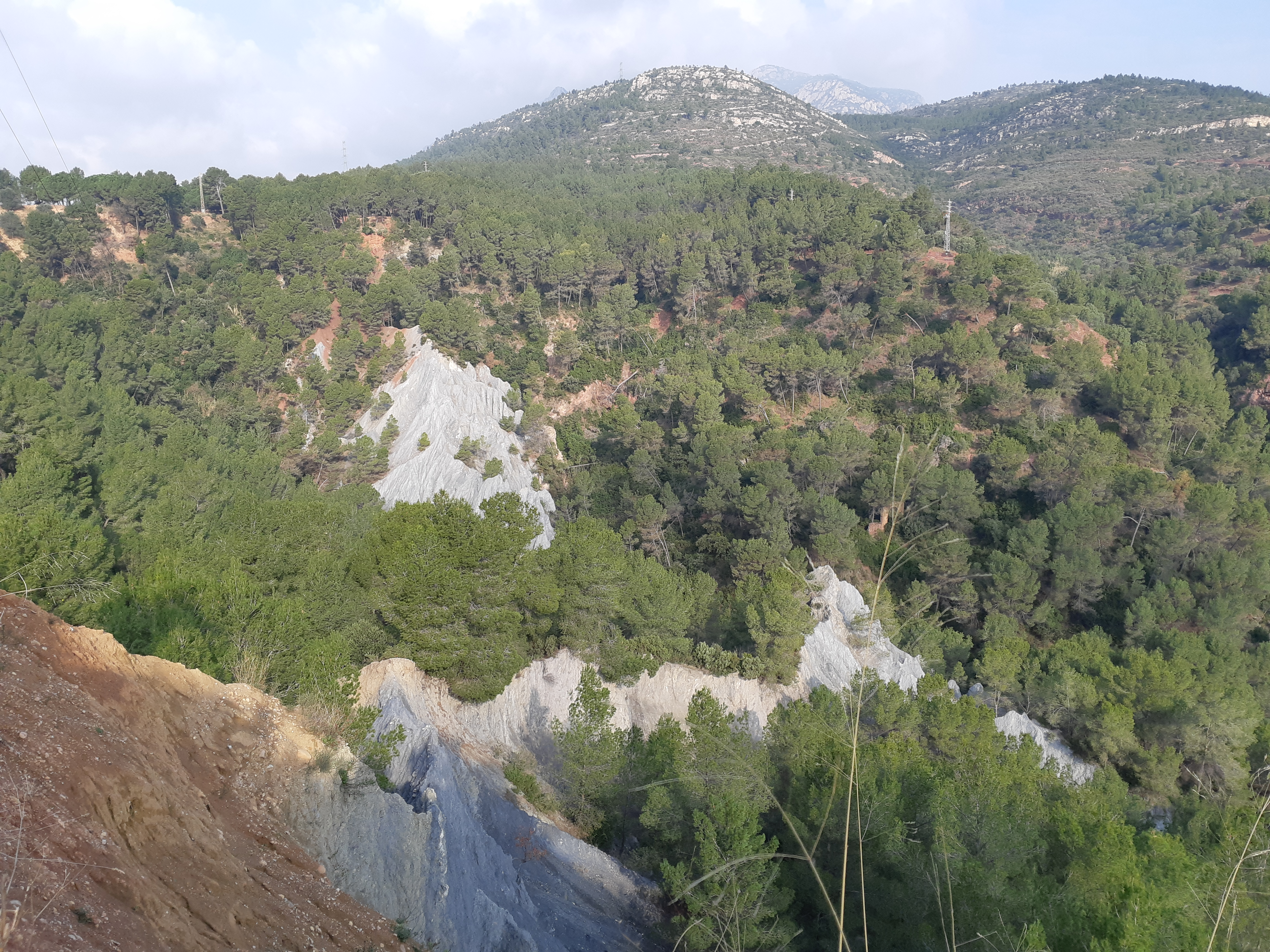
Vista de l'aflorament des del carrer de Can Roca (Esparraguera)

Les Roques Blaves són un aflorament geològic situades al llarg de la Riera del Puig, a Esparreguera. Les dimensions aproximades són d'una amplada d'uns 100 metres i una longitud d'1 kilòmetre. Es troba a prop del Geoparc de la Catalunya Central. Està format per roques de falla (farina de falla) que són el resultat de la transformació de les roques preexistents del Paleozoic: esquists i pissarres (llicorella) de quasi 300 milions d'anys (Ordovicià) durant la formació d'una falla, farà prop de 10 milions d'anys (Miocè). Les forces tectòniques produeixen la trituració del material i la fractura fràgil de les roques preexistents en la zona de la falla. Quan el material resultant té el gra fi forma l'anomenada farina de falla que es caracteritza per ser una roca tova, amb baixa cohesió i fàcilment erosionable (formació de xaragalls). La pressió, la temperatura i la presència d'aigua han modificat la textura i li han atorgat el color particular, en aquest cas gris-blavós. Des del punt de vista geològic l'indret és igual al de les Ribes Blaves situades entre Olesa de Montserrat i Viladecavalls, a uns 5 km de l'aflorament d'Esparraguera.